# Sektion Heidelberg des Deutschen Alpenvereins
Der Deutsche Alpenverein Sektion Heidelberg 1869 e. V. (kurz DAV Heidelberg) ist eine Sektion des Deutschen Alpenvereins mit 10.279 Mitgliedern (Stand: 31. Dezember 2024). Damit ist er einer der mitgliederstärksten Sportvereine in Heidelberg und gehört zu den fünfzig größten Sektionen des Deutschen Alpenvereins.

## Geschichte der Sektion
Die Sektion Heidelberg wurde am 30. Juli 1869 unter anderem durch Hermann von Helmholtz unmittelbar nach der Konstituierung des Deutschen Alpenvereins gegründet, an der Helmholtz ebenfalls beteiligt war, somit ist die Sektion Heidelberg auch eine Gründungssektionen des Deutschen Alpenvereins.

## Sektionsvorsitzende
Eine chronologische Übersicht über alle Präsidenten der Sektion seit Gründung.
| Amtszeit  | Präsident             |
| --------- | --------------------- |
| 1869–1870 | Hermann von Helmholtz |
| 1871–1894 | Friedrich Eisenlohr   |
| 1894–1909 | H. Lossen             |
| 1910–1922 | Karl Mittermaier      |
| 1923–1932 | W. Mohr               |
| 1933–1945 | Norbert Keussen       |
| 1945–1948 | Kein Vorsitzender     |
| 1948–1949 | Albert Gätschenberger |
| 1950–1956 | Werner Rauh           |
| 1957–1961 | Otto Dietrich         |
| 1962–1972 | Claus Heineken        |
| 1973–1984 | Fridolin Scholz       |
| 1984–2000 | Hans Wolters          |
| 2000–2008 | Eckhard Schubert      |
| 2009–2012 | Maria Robert          |
| seit 2012 | Ulf Gieseler          |

## Bekannte Mitglieder
- Hermann von Helmholtz (1821–1894), Physiologe und Physiker
- Reinhard Karl (1946–1982), Alpinist, Fotograf und Schriftsteller
- Martin Schliessler (1929–2008), Filmemacher und Künstler

## Hütten der Sektion
- Heidelberger Hütte, 2264 m (Silvretta)
- Wiedenbachhütte, 370 m (Schwarzwald)

### Ehemalige Hütte der Sektion
- Schönbrunner Hütte, 720 m (Schwarzwald) (heute: Sektion Ettlingen)

## Kletteranlage
- DAV Kletterzentrum „VertiGo“[6]